# Mark Margolis
Mark Margolis (Philadelphia, Pennsylvania, 1939. november 26. – 2023. augusztus 3.) amerikai színész.
Ismertebb szerepei közé tartozik a bombaszakértő Alberto A sebhelyesarcú (1983) című bűnügyi filmben, továbbá Antonio Nappa az Oz című televíziós sorozatban. A Breaking Bad – Totál szívás című drámasorozatban Don Hector 'Tio' Salamancát játszotta, alakításáért Primetime Emmy-díjra jelölték. A Better Call Saul epizódjaiban ugyanebben a szerepben tűnt fel.

## Élete és pályafutása
Philadelphiában született, Fanya (leánykori nevén Fried) és Isidore Margolis gyermekeként, Európából emigrált zsidó családba. Rövid ideig a Temple University hallgatója volt, mielőtt New Yorkba költözött és drámatanulmányokba kezdett Stella Adlerrel, továbbá az Actors Studióban. 
Mellékszereplőként ismert olyan filmekből, mint A sebhelyesarcú (1983), valamint Darren Aronofsky rendező művei: a Pi (1998), a Rekviem egy álomért (2000), A forrás (2006), A pankrátor (2006), a Fekete hattyú (2010) és a Noé (2014).
Filmszínészi tevékenysége mellett a televízió képernyőjén is gyakran megjelent. A Santa Barbara című szappanoperában 1991-ben Helmut Dietert alakította. Visszatérő szerepben olyan sorozatokban játszott, mint a The Equalizer, a Quantum Leap – Az időutazó, az Oz, az Esküdt ellenségek, a Bostoni halottkémek és a Kaliforgia. A Constantine című sorozatban Felix Faustot alakította.
A Breaking Bad – Totál szívás című drámasorozatban a kerekesszékes és némasága miatt egy csengővel kommunikáló Don Hector 'Tio' Salamanca mexikói kartelltagot formálta meg (a szereplő eredetileg csak egy epizód erejéig jelent volna meg a sorozatban). A szerep nagy ismertséget és népszerűséget hozott számára a nézők körében, színészi játékáért Primetime Emmy-díjra jelölték legjobb férfi vendégszereplő (drámai tévésorozat) kategóriában. A színész a Better Call Saul című előzménysorozatban is látható volt, ahol ugyanebben a szerepben tért vissza.
Margolis színpadi színészként is tevékenykedett. A Berkeley Repertory Theatre 2014-es évadjában Tony Kushner The Intelligent Homosexual's Guide to Capitalism and Socialism with a Key to the Scriptures című darabjában lépett színpadra.
2017-ben agyműtéten esett át, miután a Better Call Saul forgatása közben elveszítette egyensúlyát.

## Halála
2023. augusztus 3-án, 83 éves korában hunyt el New Yorkban, rövid betegséget követően.

## Filmográfia

### Film
| Év   | Magyar cím                      | Eredeti cím                             | Szerep                  | Magyar hang       |
| ---- | ------------------------------- | --------------------------------------- | ----------------------- | ----------------- |
| 1976 | Misty Beethoven feltárása       | The Opening of Misty Beethoven          | boldogtalan férfi       |                   |
| 1979 |                                 | Going in Style                          | börtönőr                |                   |
| 1980 | Gyilkossághoz öltözve           | Dressed to Kill                         | páciens                 |                   |
| 1983 | A szökés – Eddie Macon futása   | Eddie Macon's Run                       | bártulajdonos           |                   |
| 1983 | A sebhelyesarcú                 | Scarface                                | Alberto, az Árnyék      | Balázsi Gyula     |
| 1984 | Gengszterek klubja              | The Cotton Club                         | Charlie Workman         |                   |
| 1987 | Hálószobaablak                  | The Bedroom Window                      | férfi a telefonfülkében | Versényi László   |
| 1987 | Dupla vagy semmi                | The Secret of My Success                | liftszerelő             | Antal László      |
| 1989 | Az ötvennegyedik hadtest        | Glory                                   | katona                  |                   |
| 1989 |                                 | White Hot                               | The Tin Man             |                   |
| 1990 | Delta kommandó 2.               | Delta Force 2: The Colombian Connection | Olmedo tábornok         | Orosz István      |
| 1990 | Delta kommandó 2.               | Delta Force 2: The Colombian Connection | Olmedo tábornok         | Uri István        |
| 1990 | Történetek a sötét oldalról     | Tales from the Darkside: The Movie      | Gage                    |                   |
| 1991 | A pokol ingája                  | The Pit and the Pendulum                | Mendoza                 | Horányi László    |
| 1992 | 1492 – A Paradicsom meghódítása | 1492: Conquest of Paradise              | Francisco de Bobadilla  | Barbinek Péter    |
| 1994 | Ace Ventura: Állati nyomozó     | Ace Ventura: Pet Detective              | Mr. Shickadance         | Uri István        |
| 1994 |                                 | Squanto: A Warrior's Tale               | Thomas Hunt százados    |                   |
| 1996 | Én lőttem le Andy Warholt       | I Shot Andy Warhol                      | Louis Solanas           |                   |
| 1996 | Julie De Marco                  | The Pallbearer                          | Philip DeMarco          | Garai Róbert      |
| 1997 | Államérdek                      | Absolute Power                          | Red Brandsford          |                   |
| 1997 |                                 | Trouble on the Corner                   | Mr. Borofsky            |                   |
| 1998 |                                 | Side Streets                            | pultos                  |                   |
| 1998 | Pi                              | π                                       | Sol Robeson             | Kristóf Tibor     |
| 1999 | A Keresztapus                   | Mickey Blue Eyes                        | Gene Morgansen          |                   |
| 1999 | Hibátlanok                      | Flawless                                | Vinnie                  | Kristóf Tibor     |
| 1999 | Hazudós Jakab                   | Jakob the Liar                          | Fajngold                | Varga Tamás       |
| 1999 | A Thomas Crown-ügy              | The Thomas Crown Affair                 | Heinrich Knutzhorn      | Holl János        |
| 1999 | Ítéletnap                       | End of Days                             | pápa                    | Pathó István      |
| 2000 | Gyorsbüfék, gyors nők           | Fast Food, Fast Women                   | Graham                  |                   |
| 2000 |                                 | Dinner Rush                             | Fitzgerald              |                   |
| 2000 | Rekviem egy álomért             | Requiem for a Dream                     | Mr. Rabinowitz          | Kristóf Tibor     |
| 2001 | Aranytartalék                   | Hardball                                | Fink                    |                   |
| 2001 | A panamai szabó                 | The Tailor of Panama                    | Rafi Domingo            | Orosz István      |
| 2001 |                                 | Boss of Bosses                          | Joseph Armone           |                   |
| 2001 | Hannibal                        | Hannibal                                | parfümszakértő          | Jakab Csaba       |
| 2002 |                                 | Infested                                | Morning atya            |                   |
| 2003 | Daredevil – A fenegyerek        | Daredevil                               | Fallon                  | Dobránszky Zoltán |
| 2004 | Így nőttem fel                  | House of D                              | Mr. Pappass             |                   |
| 2005 | Maradj!                         | Stay                                    | könyvesbolti eladó      | Szokolay Ottó     |
| 2005 |                                 | Headspace                               | Boris Pavlovsky         |                   |
| 2006 | A forrás                        | The Fountain                            | Avila atya              | Kristóf Tibor     |
| 2007 | Hideg nyomon                    | Gone Baby Gone                          | Leon Trett              | Várday Zoltán     |
| 2008 | Ellenállók                      | Defiance                                | idős zsidó bölcs        | Végh Ferenc       |
| 2008 |                                 | Haber                                   | Bremer                  |                   |
| 2008 | A pankrátor                     | The Wrestler                            | Lenny                   | Cs. Németh Lajos  |
| 2008 |                                 | The Model Maker                         | modellkészítő           |                   |
| 2010 | Fekete hattyú                   | Black Swan                              | Mr. Fithian             |                   |
| 2011 | Halhatatlanok                   | Immortals                               | pap                     | Karsai István     |
| 2011 |                                 | One Fall                                | Walter Grigg Sr.        |                   |
| 2011 | A futár                         | The Courier                             | Stitch                  | Uri István        |
| 2012 | Született gengszterek           | Stand Up Guys                           | Claphands               | Faragó András     |
| 2013 | A tó szörnye                    | Beneath                                 | Mr. Parks               | Pálfai Péter      |
| 2014 | Noé                             | Noah                                    | Magóg (hangja)          |                   |
| 2015 |                                 | Nasty Baby                              | Richard                 |                   |
| 2015 |                                 | The Abandoned                           | Jim                     |                   |
| 2016 | Bazi nagy görög lagzi 2.        | My Big Fat Greek Wedding 2              | Panos                   | Szersén Gyula     |
| 2017 |                                 | Valley of Bones                         | El Papá                 |                   |
| 2019 |                                 | Abe                                     | Benjamin                |                   |
| 2020 |                                 | Minyan                                  | Itzik                   |                   |

### Televízió
| Év        | Magyar cím                               | Eredeti cím                       | Szerep                                               | Megjegyzések                                |
| --------- | ---------------------------------------- | --------------------------------- | ---------------------------------------------------- | ------------------------------------------- |
| 1985–1989 |                                          | The Equalizer                     | Jimmy                                                | 16 epizód                                   |
| 1990      | Star Trek: Az új nemzedék                | Star Trek: The Next Generation    | Dr. Nel Apgar                                        | 1 epizód                                    |
| 1990      | Columbo                                  | Columbo                           | Cosner                                               | 1 epizód                                    |
| 1991      |                                          | Santa Barbara                     | Helmut Dieter                                        | 13 epizód                                   |
| 1992–2001 | Esküdt ellenségek                        | Law & Order                       | George Lobrano / Bronson / Frankie 'Threads' Politto | 3 epizód                                    |
| 1994      | Veszélyes küldetés                       | New York Undercover               | Clark Redmond                                        | 1 epizód                                    |
| 1995      |                                          | New York News                     | ismeretlen szerep                                    | 1 epizód                                    |
| 1998–2003 | Oz                                       | Oz                                | Antonio Nappa                                        | 10 epizód                                   |
| 1999      | Vissza a jelenbe                         | Now and Again                     | Nicky Vordogov                                       | 1 epizód                                    |
| 2001      |                                          | 100 Centre Street                 | Merle Kiefer                                         | 1 epizód                                    |
| 2002      | Ügyvédek                                 | The Practice                      | Ronald D'Amrosio                                     | 1 epizód                                    |
| 2004      | Esküdt ellenségek: Bűnös szándék         | Law & Order: Criminal Intent      | Mario Damiano                                        | 1 epizód                                    |
| 2004      | Szex és New York                         | Sex and the City                  | Jean Paul Sandal                                     | 1 epizód                                    |
| 2005      | Bostoni halottkémek                      | Crossing Jordan                   | Cahill                                               | 1 epizód                                    |
| 2007      | Kaliforgia                               | Californication                   | Al Moody                                             | 1 epizód                                    |
| 2009      | A királyság                              | Kings                             | Damien Shaw                                          | 2 epizód                                    |
| 2009–2011 | Breaking Bad – Totál szívás              | Breaking Bad                      | Don Hector 'Tio' Salamanca                           | - 8 epizód - magyar hangja: - Csuha Lajos   |
| 2011      | Zsaruvér                                 | Blue Bloods                       | Whitey Brennan                                       | 2 epizód                                    |
| 2011      | Nő a magasban                            | Mildred Pierce                    | Mr. Chris                                            | 2 epizód                                    |
| 2011      | Esküdt ellenségek: Különleges ügyosztály | Law & Order: Special Victims Unit | Rom-Baro                                             | 1 epizód                                    |
| 2011      | A férjem védelmében                      | The Good Wife                     | Jim atya                                             | 1 epizód                                    |
| 2011–2012 | A célszemély                             | Person of Interest                | Gianni Morretti                                      | 3 epizód                                    |
| 2012      | Amerikai Horror Story: Zártosztály       | American Horror Story: Asylum     | Sam Goodman                                          | 3 epizód                                    |
| 2015      |                                          | Constantine                       | Felix Faust                                          | 1 epizód                                    |
| 2015      | Gotham                                   | Gotham                            | Paul Cicero                                          | 2 epizód                                    |
| 2015      | Sherlock és Watson                       | Elementary                        | Abraham Misraki                                      | 1 epizód                                    |
| 2015      | 12 majom                                 | 12 Monkeys                        | Mr. Werner                                           | 1 epizód                                    |
| 2015      |                                          | Benders                           | Paul nagyapja                                        | 1 epizód                                    |
| 2015      | A viszony                                | The Affair                        | Arthur Solloway                                      | 3 epizód                                    |
| 2016–2022 | Better Call Saul                         | Better Call Saul                  | Don Hector 'Tio' Salamanca                           | - 22 epizód - magyar hangja: - Németh Gábor |
| 2020      | Feketelista                              | The Blacklist                     | Jakov Mitko                                          | 1 epizód                                    |
| 2020      | Snowpiercer – Túlélők viadala            | Snowpiercer                       | idős Ivan                                            | 1 epizód                                    |
| 2021      | Gyilkos lelkek                           | Prodigal Son                      | Rupert Swann                                         | 1 epizód                                    |
| 2023      |                                          | Your Honor                        | Carmine Conti                                        | 5 epizód                                    |

## Díjak és jelölések
| Év   | Díj                | Kategória                                           | Jelölt mű                   | Eredmény |
| ---- | ------------------ | --------------------------------------------------- | --------------------------- | -------- |
| 2012 | Primetime Emmy-díj | Legjobb vendégszereplő színész (drámai tévésorozat) | Breaking Bad – Totál szívás | Jelölve  |
| 2012 | Szaturnusz-díj     | Legjobb televíziós vendégszereplő                   | Breaking Bad – Totál szívás | Jelölve  |

## Fordítás
- Ez a szócikk részben vagy egészben  a   Mark Margolis című angol Wikipédia-szócikk ezen változatának fordításán alapul.  Az eredeti cikk szerkesztőit annak laptörténete sorolja fel. Ez a jelzés csupán a megfogalmazás eredetét és a szerzői jogokat jelzi, nem szolgál a cikkben szereplő információk forrásmegjelöléseként.